# Виго
Виго (шп. Vigo) град је у шпанској аутономној заједници Галисија. Налази се на северозападу Шпаније, у покрајини Понтеведра, тачније на истоименом ријасу, на обали Атлантског океана. Виго је највећи галицијски град 297 332 становника. На ширем градском подручју живи 468 654 становника, што овај град чини 14. по величини у Шпанији. Виго је уједно и највећи шпански град који није главни град своје покрајине.

## Историја
Током средњег века ту се налазила мала насеобина која је у том периоду претрпела неколико напада Викинга. Број становника је био толико мали да се Виго није могао сматрати селом све до XV. века, од када датирају први записи о њему.
Током XVI и XVII века град је опседан више пута. Френсис Дрејк је 1585. и 1589. нападао и привремено заузимао град, остављајући за собом град у рушевинама. Неколико деценија касније град је био под опсадом турске флоте. Због честих напада град је опасан зидинама, чија је изградња завршена 1656. за време владавине Филипа IV од Шпаније. Оне су и данас делимично очуване.
Током 1702. године залив у коме се налази овај град је био поприште велике битке. Године 1719. шпанска флота која је иначе била смештена овом граду је учествовала у покушају инвазије на Шкотску. Британске трупе су то искористиле и заузеле слабо брањени град. Град је био у њиховом поседу свега десет дана.
Француска фојска под Наполеоновом командом је 1808. године анексирала Шпанију, а Виго је остао слободан све до јануара 1809. Овај град је био и први галисијски град који је ослобођен Француске власти, а дан ослобођења 28. март се свечано обележава сваке године. Током Другог светског рата у близини града су потонуле две Немачке подморнице.

## Становништво
Према процени, у граду је 2008. живело 295.703 становника.

| 1981.   | 1989.   | 1991.   | 2002.   |
| ------- | ------- | ------- | ------- |
| 261.331 | 276.109 | 278.050 | 280.186 |

## Партнерски градови
- Каракас
- Буенос Ајрес
- Narsaq